# Roy Salvadori

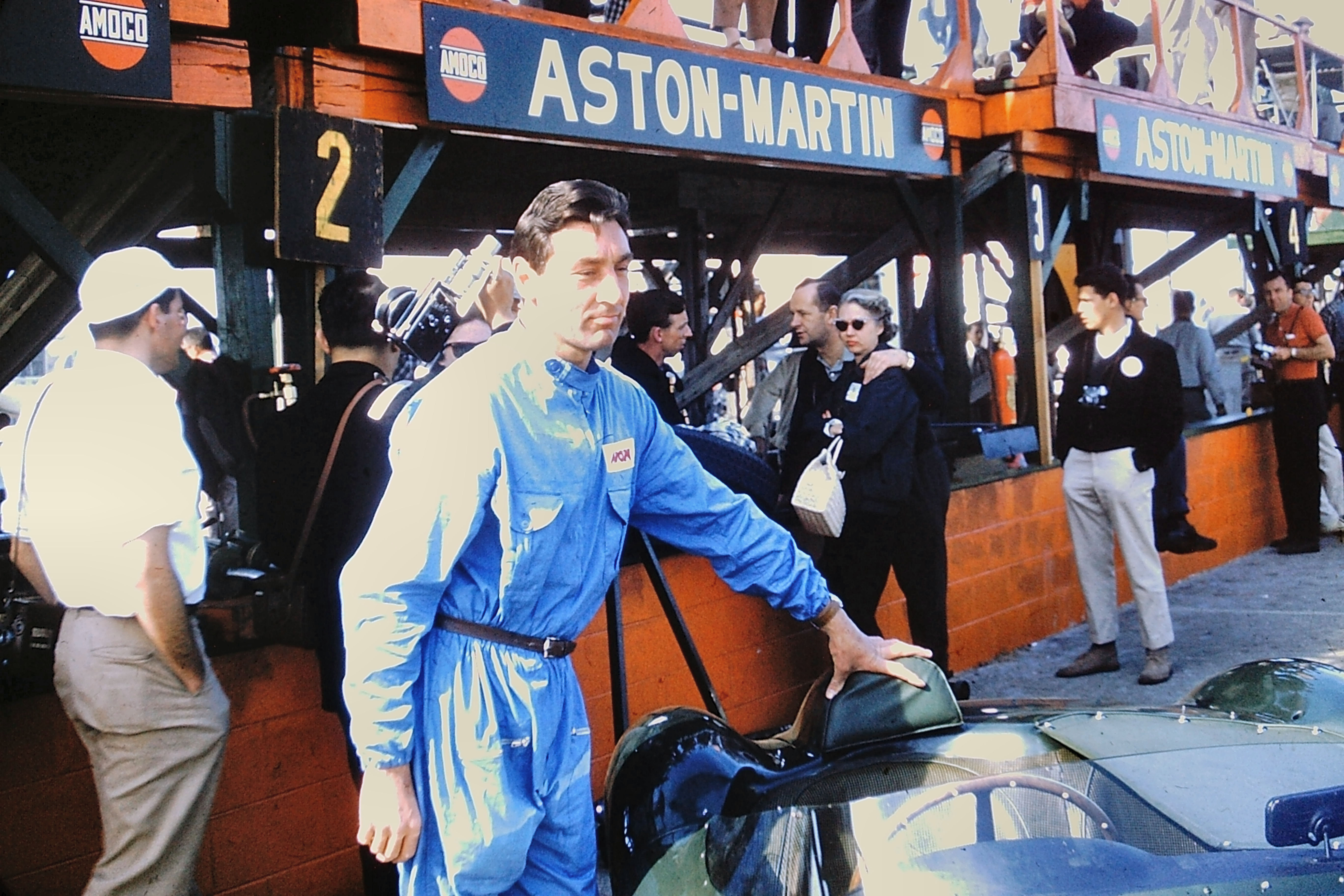
Roy Salvadori (1958)

Roy Francesco Salvadori (Dovercourt, Essex, 12 mei 1922 – 3 juni 2012) was een autocoureur uit Engeland. Hij nam tussen 1952 en 1962 deel aan 50 Grand Prix Formule 1-wedstrijden voor de teams Ferrari, Connaught Engineering, Maserati, BRM, Cooper en Bowmaker-Yeoman Racing Team, waarin hij 2 podia en 19 WK-punten scoorde. Hij eindigde met de Cooper derde in de Grand Prix Formule 1 van Groot-Brittannië 1958 en tweede in de Grand Prix van Duitsland van dat jaar; in de eindstand van het wereldkampioenschap Formule 1 werd hij vierde.
Hij won samen met Carroll Shelby de 24 uur van Le Mans in 1959 in een Aston Martin DBR1.